# L'Ange (film, 1984)
Pour les articles homonymes, voir L'Ange.
Pour plus de détails, voir Fiche technique et Distribution.
L'Ange est un film expérimental français réalisé par Patrick Bokanowski, sorti en France le 4 avril 1984. Il est paru pour la première fois en DVD en 2010, édité par les British Animation Awards.

## Synopsis
Étant donné que le film relève du cinéma expérimental, il n'est pas à proprement parler narratif, mais une ligne directrice régit son déroulement : des silhouettes masquées gravissent un escalier, en faisant diverses rencontres à chaque palier. Il s'agit d'une quête spirituelle qui se double d'une recherche sur l'illusion d'optique, Bokanowski recréant tous les objectifs de ses caméras. C'est un long métrage, chose rare dans l'animation artisanale et dans le cinéma expérimental.
Dans le livret qui accompagne le DVD réunissant les deux seuls documentaires de Patrick Bokanowski (La Part du Hasard, 1984, sur le peintre Henri Dimier ; Le Rêve éveillé, 2003 : dialogues entre la psychothérapeute Colette Aboulker-Muscat, et ses patients), l'éditeur Pip Chodorov, écrit : « La recherche du dépassement de la perception, et par là de soi-même, est l'expression d'une spiritualité présente dans la vie de ces deux figures, inspiration qu'on retrouve également dans les films de Bokanowski, qui sont aussi des recherches de l'abstraction dans le réel, des blancs mystérieux qui recouvrent le quotidien. Dans son film L'Ange, des personnages recherchent la lumière et s'élèvent en spirales vers des phares de lumière blanche et pure, des chercheurs-bibliothécaires mènent une quête intellectuelle acharnée, espérant une réponse illuminatrice enfouie sous les montagnes de livres. La lumière joue un rôle central pour le cinéaste comme pour le peintre et la thérapeute, en tant que pic de jouissance dramatique. On est tiré vers l'avant, vers le haut, à travers ces fuites de la pénombre vers la lumière ».

## Fiche technique
- Titre : L'Ange
- Réalisation : Patrick Bokanowski
- Scénario : Patrick Bokanowski
- Musique : Michèle Bokanowski
- Photographie : Patrick Bokanowski
- Montage : Patrick Bokanowski
- Création des décors : Patrick Bokanowski, Guy Coda, Christian Daninos, Claude Nessi et Jean-Daniel Yver
- Effets visuels : Patrick Bokanowski
- Assistants réalisateurs : Jacques Faure et Michel Monteaux
- Société de production : Kira B.M. Films
- Société de distribution : Forum Distribution
- Pays d'origine :  France
- Format : Couleur
- Genre : expérimental
- Durée : 70 minutes
- Sortie :
  - France : 25 mai 1982 (Festival de Cannes)

## Distribution
- Maurice Baquet : premier bibliothécaire
- Jean-Marie Bon : homme au bain
- Martine Couture : servante
- Jacques Faure : homme au sabre / homme sans mains
- Mario Gonzalez : apprenti
- René Patrignani : artiste
- Rita Renoir : femme nue
- Alain Salomon :
- Dominique Serrand :
- Nicolas Serreau :

## Analyse

### Rapport à l'animation
Selon Raphaël Bassan, dans son article « L'Ange, Un météore dans le ciel de l'animation », Patrick Bokanowski ainsi que Piotr Kamler et son film Chronopolis, tous deux présentés, en 1982, au Festival de Cannes, peuvent être considérés comme les prémices de l'animation contemporaine. Cette réflexion est fondée sur les moyens techniques et le sens visuel ou philosophique qu'emploie Patrick Bokanowski. Les masques effacent toute personnalité humaine aux personnages. Patrick Bokanowski, selon ses dires, souhaite avoir un contrôle total de la « matière » de l'image et de sa composition optique. Cela est particulièrement visible tout le long du film, avec des images prises à travers des objectifs déformés, ou, encore, un travail plastique sur le décor et le costume, comme dans la scène du dessinateur.

### L'ascension vers la lumière
L'Ange peut être considéré comme une ascension spirituelle, toujours selon Raphaël Bassan. Patrick Bokanowski crée son propre univers et obéis à sa propre logique esthétique. Il nous fait passer par une série d'espaces distordus, de visions obscures, de métamorphoses et d'objets synthétiques. En effet, dans le film, l'humain peut être représenté comme un objet fétichiste (exemple de la poupée pendue à un fil), en référence aux théories kafkaïennes et freudiennes sur les automates et la peur de l'homme face à quelque chose d'aussi complexe que lui. L'ascension de l'escalier serait la libération de l'idée de mort, de culture et de sexe qui nous fait atteindre la figure emblématique de l'ange.

### La création d'un univers plastique
Pour Jacques Kermabon, L'Ange est une variation de l'optique, comme maîtrise et maniement de la lumière. L'intégration plastique d'appareils optiques en témoigne. De même, des effets sur des schémas de perspective soulignent la relativité de ce processus de représentation. Dans le même geste, l'esthétique de L'Ange, qui ouvre un infini de possibles, annonce un cinéma qui serait avant tout mouvement, rythme, rimes, formes, travail sur la couleur et la matière; un cinéma où le sens se dissout, où prédomine l'effet. D'une certaine façon, Patrick Bokanowski réalise, avec éclat, ce que quelque artistes-cinéastes avaient envisagé, dans les années 1920 :  une esthétique pour les créations à venir ... Cela s'appelait le cinéma pur  ,